# Juan de Alloza y Menacho
Juan de Alloza y Menacho (Lima, 26 de mayo de 1597-Lima, 1666) Sacerdote católico jesuita.
Hijo legítimo de Miguel Benito de Alloza y Oliván, caballero infanzón, natural de Zaragoza (España) y de la limeña Leonor Menacho de Morales, de cuyo matrimonio nacieron ocho hijos. Hermano menor de Jaime y de Rodrigo de Alloza y Menacho, ambos rectores sanmarquinos. Estudió en el Colegio Real de San Martín. En la Universidad de San Marcos estudió Cánones y Leyes. Entró al Noviciado de San Antonio de Abad de la Compañía de Jesús en Lima en 1618, donde hizo sus primeros votos en 1620. Estudió luego Teología en el Colegio Máximo de San Pablo de Lima. Pasó luego al Colegio Real de San Martín. Volvió al Colegio de San Pablo para aprender quechua y ejerció misiones en Huancavelica, Huánuco e Ica. Fue enviado al Colegio de los jesuitas de Huamanga donde enseñó por cinco años, pero por razones de salud fue enviado a Chancay para que se recupere.
Fue admirado por su ascetismo, elocuencia y profundidad en la doctrina.

## Obras
- Breve oficio del nombre de María.
- Afición y amor de San José,Alcalá,1652.
- Cielo estrellado de 1022 ejemplos de María,paraiso espiritual y tesoro de favores ,1655.
- Convivium divini amoris ,León,1665.